# Austrolimnophila (Austrolimnophila) medialis
Austrolimnophila (Austrolimnophila) medialis is een tweevleugelige uit de familie steltmuggen (Limoniidae). De soort komt voor in het Afrotropisch gebied.